# Yvrandes
Yvrandes est une ancienne commune française, située dans le département de l'Orne en région Normandie, devenue le 1er janvier 2015 une commune déléguée au sein de la commune nouvelle de Tinchebray-Bocage.
Elle est peuplée de 154 habitants.

## Géographie
La commune est aux confins du Bocage flérien et du Mortainais. D'après l'atlas des paysages de la Basse-Normandie, elle appartient aux Hauts pays de l’ouest ornais et du Mortainais caractérisés par « un paysage rude, marqué par un relief complexe modelé par les cours d’eau qui en divergent comme d’un château d’eau ». Son bourg est à 5,5 km au sud de Tinchebray, à 15 km à l'est de Sourdeval, à 16 km à l'ouest de Flers et à 20 km au nord-ouest de Domfront.
Le bourg d'Yvrandes est situé à l'est du territoire, en limite avec Saint-Cornier-des-Landes. Il est légèrement au sud de l'intersection des routes départementales 23 (de Beauchêne à Tinchebray) et 229 (de Truttemer-le-Petit à La Forêt-Auvray). La D23 relie Yvrandes à Ger au sud et à Tinchebray au nord, tandis que la D229 conduit à Saint-Jean-des-Bois à l'ouest et à Saint-Cornier-des-Landes, permettant un accès vers Flers, à l'est. La D289 relie le bourg au Ménil-Ciboult au nord, et après avoir emprunté le tracé de la D23 sur 2 km, la quitte pour se diriger vers Beauchêne au sud-est. En outre, le territoire est parcouru au sud par la D817 qui relie Saint-Jean-des-Bois à Beauchêne, et au nord par la D237 reliant Tinchebray au Fresne-Poret.
Le sud du territoire est parcouru par des ruisseaux qui alimentent l'Égrenne (sous-affluent de la Mayenne) qui matérialise la limite de département avec Ger (Manche). Le nord est arrosé par le ruisseau de Monbayer et le ruisseau du Bois Robert qui donnent leurs eaux au Noireau, affluent de l'Orne. Yvrandes est donc partagé entre les bassins de la Loire et de l'Orne. La ligne de partage des eaux est parcourue par la D 229.
L'altitude maximum (321 mètres) est au nord-ouest, près du lieu-dit la Béharie, en limite de commune, sur une pente qui culmine au château d'eau de Saint-Jean-des-Bois. Une altitude similaire (318 mètres) est atteinte sur la ligne de partage des eaux. Le point le plus bas (181 mètres) est à l'extrême sud, à la sortie de l'Égrenne du territoire.
La pluviométrie annuelle avoisine les 1 150 mm.
Le lieu-dit la Dépoiserie, à moins d'un kilomètre au nord du bourg, également proche de la limite avec Saint-Cornier-des-Landes, est en fait plus bâti que le bourg. La commune étant en région bocagère, le nombre de lieux-dits est très important. Les principaux sont, du sud-est à l'est, dans le sens horaire, le Bourg, les Trois Cheminées, la Butte Louvet, le Foncé, la Fougère, le Haut Bréchedaux, la Fieffe à la Rivière, les Hautes Sources, la Butte aux Peigniers, la Béharie, la Foutelée et la Dépoiserie.
| Saint-Jean-des-Bois (comm. nouv. de Tinchebray-Bocage) | Tinchebray (comm. nouv. de Tinchebray-Bocage) | Tinchebray (comm. nouv. de Tinchebray-Bocage)               |
| Saint-Jean-des-Bois (comm. nouv. de Tinchebray-Bocage) | Yvrandes (comm. nouv. de Tinchebray-Bocage)   | Saint-Cornier-des-Landes (comm. nouv. de Tinchebray-Bocage) |
| Ger (Manche)                                           | Beauchêne (comm. nouv. de Tinchebray-Bocage)  | Beauchêne (comm. nouv. de Tinchebray-Bocage)                |

## Toponymie
Le toponyme est attesté sous la forme Yvranda vers 1200. Il vient du toponyme gaulois equoranda dont la dérivation la plus fréquente en français est Ingrandes. Equoranda signifiait fondamentalement « limite » et correspondait souvent à la frontière entre deux peuples gaulois.
Le gentilé est Yvrandais.

## Histoire
Un prieuré-cure d'Augustins, qui relevait du prieuré du Plessis-Grimoult, y fut fondé vers 1170 sur le lieu d'un ermitage plus ancien. Il faisait partie du diocèse de Bayeux, de l'archidiaconé de Bayeux et du doyenné de Condé. Ce prieuré fut le lieu où Robert Courteheuse, duc de Normandie, passa sa dernière nuit de liberté avant d'être fait prisonnier par son frère Henri Ier Beauclerc, roi d'Angleterre, à la bataille de Tinchebray le 28 septembre 1006. Ses troupes étaient parquées au lieu-dit Bois Robert, situé près du gué se trouvant sur le chemin reliant Yvrandes à Tinchebray. Henri II Plantagenêt, qui séjournait à Domfront, fut victime d'une attaque lors d'une chasse dans la forêt de la Lande Pourrie du côté de Barenton et transporté dans la motte castrale de Ger pour y être soigné. Il dota richement le prieuré voisin en signe de reconnaissance après sa guérison par une charte datant de 1170 : 
- l'église Notre-Dame avec ses dîmes, dépendances et le fief presbytéral délimité par une enceinte de haies doubles avec fossés extérieurs et intérieurs sur une surface de 75 hectares ;
- le patronage des églises de Ger, Buais, La Cambe, Saint Clément des Veys ;
- le droit de passage, de pacage des porcs et de chauffage par l'usage du bois mort de la forêt de la Lande-Pourrie, du Passais, de Tinchebray, et de la forêt d'Andenne (Andaine) ;
- une rente perpétuelle de 100 livres d'argent  ;
- le droit de construire un moulin à Saint Cornier des Landes ;
- le vivier de la Pommeraye ;
- sept chanoines[10].

La chapelle, couverte d'un toit de chaume fut en partie détruite en 1327 par un incendie. Le prieuré fut reconstruit dans le style gothique, on peut encore voir aujourd'hui la porterie datant de cette époque (XIVe siècle). Sur le point le plus élevé d'Yvrandes, situé sur la ligne de partage des eaux entre la Manche et l'Atlantique, au nord du manoir du prieur et des bâtiments de service organisés autour d'une cour, l'église du prieuré fut reconstruite sous la forme d'une chapelle sans transept ni bas-côtés, avec une abside ajourée de larges baies en ogives, des meneaux trilobés et des tympans ornés d'étoiles et de trèfles. Il ne subsiste que le puits datant de la construction du manoir prieurial, car la partie résidentielle du logis des chanoines fut rebâtie en 1750 sur les vestiges médiévaux.
Pendant la Révolution, lors de la chouannerie normande, le marquis de Frotté s'y cacha quelque temps. Saisi comme bien national puis vendu à la Révolution, le prieuré fut acheté par Gilles Chancerel, un des principaux acteurs de la zone cloutière de Chanu capitale du clou normand.
Le 1er janvier 2015, Yvrandes intègre avec six autres communes la commune de Tinchebray-Bocage créée sous le régime juridique des communes nouvelles instauré par la loi no 2010-1563 du 16 décembre 2010 de réforme des collectivités territoriales. Les communes de Beauchêne, Frênes, Larchamp, Saint-Cornier-des-Landes, Saint-Jean-des-Bois, Tinchebray et Yvrandes deviennent des communes déléguées et Tinchebray est le chef-lieu de la commune nouvelle.

## Politique et administration

### Tendances politiques et résultats
Candidats ou listes ayant obtenu plus 5 % des suffrages exprimés lors des dernières élections politiquement significatives :
- Européennes 2014[12] (62,93 % de votants) : UMP (Jérôme Lavrilleux) 42,65 %, FN (Marine Le Pen) 23,53 %, UDI - MoDem (Dominique Riquet) 8,82 %, PS-PRG (Gilles Pargneaux) 7,35 %, DVD (André-Paul Leclercq) 5,94 %.
- Législatives 2012[13] :
  - 1er tour (73,95 % de votants) : Jérôme Nury (UMP) 74,71 %, Yves Goasdoué (DVG) 16,09 %, Francine Lavanry (FN) 5,75 %.
  - 2e tour (76,27 % de votants) : Jérôme Nury (UMP) 75,28 %, Yves Goasdoué (DVG) 24,72 %.
- Présidentielle 2012[14] :
  - 1er tour (84,03 % de votants) : Nicolas Sarkozy (UMP) 46,00 %, Marine Le Pen (FN) 18,00 %, François Hollande (PS) 16,00 %, François Bayrou (MoDem) 12,00 %.
  - 2e tour (81,51 % de votants) : Nicolas Sarkozy (UMP) 62,22 %, François Hollande (PS) 37,78 %.

### Administration municipale
| Période                                  | Période       | Identité          | Étiquette | Qualité                |
| ---------------------------------------- | ------------- | ----------------- | --------- | ---------------------- |
| avant 1995                               | ?             | Jean-Paul Deveaux |           |                        |
| 1995                                     | décembre 2014 | Michel Maupas     | SE        | Retraité (agriculture) |
| Les données manquantes sont à compléter. |               |                   |           |                        |

Le conseil municipal était composé de onze membres dont le maire et deux adjoints.

## Démographie
En 2021, la commune comptait 154 habitants. Depuis 2004, les enquêtes de recensement dans les communes de moins de 10 000 habitants ont lieu tous les cinq ans (en 2007, 2012, 2017, etc. pour Yvrandes) et les chiffres de population municipale légale des autres années sont des estimations.
Au premier recensement républicain, en 1793, Yvrandes comptait 874 habitants, population jamais atteinte depuis.
| 1793 | 1800 | 1806 | 1821 | 1831 | 1836 | 1841 | 1846 | 1851 |
| ---- | ---- | ---- | ---- | ---- | ---- | ---- | ---- | ---- |
| 874  | 841  | 838  | 779  | 826  | 779  | 783  | 792  | 826  |

| 1856 | 1861 | 1866 | 1872 | 1876 | 1881 | 1886 | 1891 | 1896 |
| ---- | ---- | ---- | ---- | ---- | ---- | ---- | ---- | ---- |
| 807  | 747  | 729  | 667  | 672  | 570  | 600  | 561  | 530  |

| 1901 | 1906 | 1911 | 1921 | 1926 | 1931 | 1936 | 1946 | 1954 |
| ---- | ---- | ---- | ---- | ---- | ---- | ---- | ---- | ---- |
| 473  | 439  | 450  | 353  | 366  | 355  | 382  | 360  | 320  |

| 1962 | 1968 | 1975 | 1982 | 1990 | 1999 | 2007 | 2012 | 2017 |
| ---- | ---- | ---- | ---- | ---- | ---- | ---- | ---- | ---- |
| 311  | 268  | 247  | 200  | 159  | 135  | 164  | 162  | 156  |

| 2019 | - | - | - | - | - | - | - | - |
| ---- | - | - | - | - | - | - | - | - |
| 154  | - | - | - | - | - | - | - | - |

## Culture locale et patrimoine

### Lieux et monuments
- Église Notre-Dame (XIVe siècle), inscrite aux Monuments historiques[20].
- Vestiges du prieuré du XIIe siècle, près de l'église. Il dépendait du prieuré du Plessis-Grimoult.